# Jiří Preca
Jiří Preca (maltsky Ġorġ Preca; 12. února 1880 Valletta – 26. července 1962 Santos Vendroob) byl maltský katolický kněz, člen Řádu karmelitánů a světec.
Byl zakladatelem Společnosti křesťanské nauky (Societas Doctrinae Christianae), zvané též M.U.S.E.U.M. (podle modlitby „Magister, Utinam Sequatur Evangelium Universus Mundus“, tedy „Mistře, ať celý svět následuje evangelium“).
Roku 1906 přijal kněžské svěcení a téměř celý život působil ve farnosti sv. Kajetána v Hamrunu. Papež Pius XII. mu udělil titul monsignore.
Dne 9. května 2001 byl blahořečen papežem Janem Pavlem II. během jeho návštěvy Malty. Dne 3. června 2007 byl svatořečen papežem Benediktem XVI. Stal se tak prvním maltským svatým. Jan Pavel II. ho nazval „druhým maltským otcem víry“.